# Four Wall Blackmail
Four Wall Blackmail — дебютний студійний альбом американського християнського гурту Dead Poetic, виданий 3 березня 2002 року лейблом Solid State Records. В роботі над релізом, окрім продюсерів Баррі Пойнтера та Джейсона Магнуссена, брали участь Брендон Ебел (виконавчий продюсер) та Брайан Гарднер (майстеринг). Фотосет гурту виконаний зусиллями Девіда Джонсона та Отем Фішер.

## Список пісень
| #   | Назва                      | Автор слів              | Автор музики | Тривалість |
| --- | -------------------------- | ----------------------- | ------------ | ---------- |
| 1.  | «Burgundy»                 | Брендон Райк            | Dead Poetic  | 3:43       |
| 2.  | «The Corporate Enthusiast» | Брендон Райк            | Dead Poetic  | 3:06       |
| 3.  | «A Green Desire»           | Брендон Райк            | Dead Poetic  | 3:30       |
| 4.  | «Four Wall Blackmail»      | Брендон Райк            | Dead Poetic  | 5:31       |
| 5.  | «August Winterman»         | Брендон Райк            | Dead Poetic  | 4:02       |
| 6.  | «Ollie Otson»              | Брендон Райк            | Dead Poetic  | 3:33       |
| 7.  | «Bliss Tearing Eyes»       | Брендон Райк, Зак Майлз | Dead Poetic  | 4:05       |
| 8.  | «Stereochild»              | Брендон Райк            | Dead Poetic  | 4:20       |
| 9.  | «Arlington Arms»           | Брендон Райк            | Dead Poetic  | 3:06       |
| 10. | «Tell Myself Goodbye»      | Брендон Райк            | Dead Poetic  | 3:21       |

## Список учасників
- Брендон Райк — вокал
- Зак Майлз — гітара
- Чад Шеллабаргер — бас-гітара
- Джош Шеллабаргер — ударні